# Campagne du Darfour
Conflit soudanais de 2023
La campagne du Darfour,  ou offensive au Darfour, est un théâtre d'opérations du conflit en cours au Soudan en 2023 qui touche cinq États du Darfour : le Darfour du Sud, le Darfour-Oriental, le Darfour du Nord, le Darfour-Central et le Darfour-Occidental,. L'offensive a principalement commencé le 15 avril 2023 au Darfour-Occidental où les forces des Forces de soutien rapide (FSR) ont capturé Geneina, après plusieurs jours de fortes tensions entre les forces et le gouvernement.
La bataille de Geneina et la bataille de Nyala ont été les plus grandes batailles de la campagne, qui ont toutes tué au total des centaines de civils et se sont toutes deux soldées par une victoire des FSR entre le 20 avril et le 2 mai 2023.

## Contexte

### Début du conflit
Aux premières heures du matin du 15 avril 2023, des soldats fidèles aux Forces de soutien rapide ont lancé une série d'assauts contre des bâtiments clés à Khartoum, principalement l'aéroport international de Khartoum. Alors que l'aéroport international a été capturé par les FSR, des combats de rue se sont poursuivis dans tout Khartoum et les villes voisines d'Omdourman et de Bahri,. Les FSR ont également capturé le palais présidentiel, résidence de l'ancien président soudanais Omar el-Bechir, et attaqué une base militaire,. Les utilisateurs de Facebook Live et Twitter ont documenté le survole de la ville et les frappes de cibles des FSR par l'armée de l'air soudanaise.

### Origines du conflit au Darfour
L'histoire des conflits au Soudan (en) a consisté en invasions et résistances étrangères, tensions ethniques, conflits religieux et concurrence pour les ressources,. Dans son histoire moderne, deux guerres civiles entre le gouvernement central et les régions du sud ont tué 1,5 million de personnes, et un conflit continu dans la région occidentale du Darfour a déplacé deux millions de personnes et tué plus de 200 000 personnes. Depuis l'indépendance (en) en 1956, le Soudan a connu plus de quinze coups d'État militaires et il a également été gouverné par l'armée pendant la majeure partie de l'existence de la république, avec seulement de brèves périodes de régime parlementaire civil démocratique.
L'ancien président et homme fort militaire Omar el-Bechir a présidé la guerre au Darfour, une région de l'ouest du pays, et a supervisé la violence parrainée par l'État dans la région du Darfour, conduisant à des accusations de crimes de guerre et de génocide. Environ 300 000 personnes ont été tuées et 2,7 millions déplacées de force au début du conflit au Darfour. L'intensité de la violence a ensuite diminué. Parmi les personnalités clés du conflit au Darfour figuraient Mohamed Hamdan "Hemedti" Dogolo, un chef de guerre qui commandait les Forces de soutien rapide (RSF) issues des janjawids, un ensemble de milices arabes issues de tribus de chameaux actives au Darfour et dans certaines parties du Tchad.
En mai 2025, La Cour internationale de justice rejette la plainte du Soudan contre les Émirats arabes unis (EAU), alléguant que les EAU ont violé la Convention sur le génocide en fournissant des armes aux Forces de soutien rapide et à d'autres groupes paramilitaires dans la région du Darfour.

## Campagne du Darfour

### Geneina
Le 15 avril 2023, Geneina, la capitale du Darfour-Occidental, a été capturée et occupée par les forces des FSR, avec peu de résistance, sauf à l'aéroport de Geneina (en). L'occupation de la ville a duré jusqu'au 25 avril 2023, date à laquelle une bataille pour la ville a repris et aurait été "meurtrière". À la fin de la bataille, il avait été confirmé que plus de 200 personnes avaient été tuées, le nombre étant estimé être beaucoup plus élevé entre soldats et civils. Le 27 avril 2023, une vidéo a été publiée d'un soldat des FSR devant le quartier général de la police de Geneina avec une arme à feu, confirmant sa capture par les FSR. La bataille s'est terminée le 2 mai 2023 lorsqu'il a été confirmé que Geneina avait été capturée par les forces des FSR, les FSR reprenant également plusieurs régions de la province.

### Nyala
Des combats ont éclaté à Nyala le 15 avril. Les FSR ont d'abord capturé l'aéroport de la ville et de violents affrontements ont eu lieu au quartier général de la 16e division de l'armée soudanaise à proximité. Alors que les affrontements se propageaient dans la ville, les FSR et des hommes armés inconnus ont saccagé des commerces, des bâtiments administratifs et des bureaux d'ONG. Les civils ont négocié un cessez-le-feu le 20 avril.

### Kabkabiya
Un jour après le début du conflit, Kabkabiya a été rapidement capturé par la 21e brigade des FSR après d'intenses affrontements dans le district, faisant un nombre indéterminé de victimes. Le leader des FSR a annoncé à la télévision la prise du quartier.